# Elitserien i baseboll 2008
Elitserien i baseboll 2008 var den för 2008 års säsong högsta serien i baseboll i Sverige. Totalt deltog 8 lag i serien och alla spelade mot varandra fyra gånger, vilket gav totalt 28 omgångar. De fyra främsta avancerade vidare till slutspel.

## Sluttabell
Sundbyberg och Leksand hamnade på samma vinstprocent, men Sundbyberg hade 3-1 i inbördes möten lagen emellan.
| Nr | Lag                 | Matcher | Vunna | Förlorade | Vinstprocent |
| -- | ------------------- | ------- | ----- | --------- | ------------ |
| 1  | Karlskoga Bats      | 28      | 20    | 8         | 0.714        |
| 2  | Rättvik Butchers    | 28      | 19    | 9         | 0.679        |
| 3  | Stockholms BSK      | 28      | 18    | 10        | 0.643        |
| 4  | Sundbyberg Heat     | 28      | 16    | 12        | 0.571        |
| 5  | Leksand Lumberjacks | 28      | 16    | 12        | 0.571        |
| 6  | Tranås              | 28      | 15    | 13        | 0.536        |
| 7  | Gefle BC            | 28      | 5     | 23        | 0.179        |
| 8  | Alby Stars          | 28      | 3     | 25        | 0.107        |

## Slutspel
I slutspelet deltog lagen som hamnade på plats ett till fyra i den andra omgången. Laget på första plats mötte laget på fjärde plats och laget på andra mötte det tredje, i en semifinalserie. Semifinalerna spelades i bäst av tre och finalerna spelades i bäst av fem.

### Semifinaler
Karlskoga – Sundbyberg 2–0
| Hemmalag       | Bortalag        | Resultat |
| -------------- | --------------- | -------- |
| Karlskoga Bats | Sundbyberg Heat | 17–5     |
| Karlskoga Bats | Sundbyberg Heat | 8–2      |

Rättvik – Stockholm 1–2
| Hemmalag         | Bortalag       | Resultat |
| ---------------- | -------------- | -------- |
| Rättvik Butchers | Stockholms BSK | 1–8      |
| Rättvik Butchers | Stockholms BSK | 10–7     |
| Rättvik Butchers | Stockholms BSK | 3–15     |

### Final
Karlskoga – Stockholm 0–3
| Hemmalag       | Bortalag       | Resultat |
| -------------- | -------------- | -------- |
| Stockholms BSK | Karlskoga Bats | 6–2      |
| Stockholms BSK | Karlskoga Bats | 8–2      |
| Karlskoga Bats | Stockholms BSK | 5–6      |

## Upp- och nedflyttning
Alby Stars blev ersatta av Göteborg Hajarna inför säsongen 2009.

### Webbkällor
- Svenska Baseboll- och Softbollförbundet, Elitserien 1963-